# Scylla (band)
Scylla is een nederhopband uit Noord-Holland. Ze zijn omstreeks 1997 begonnen met het maken van Nederlandse rap, naar aanleiding van een gezamenlijke interesse in de muziek van Osdorp Posse.
In de eerste tien jaar van hun bestaan trad de band door heel Nederland al ruim 300 keer op onder andere met bands als Osdorp Posse, Onkruid, Uitverkorenen, Casto & Jason, Def P en de Beatbusters en VanKatoen. Met veel van de genoemde namen zijn ook muzikale samenwerkingen ontstaan in de loop van de jaren.
Scylla begon met vijf leden, te weten: McU, Cru, Ray-Man, H3tric en >Face. Na een aantal jaren werd Big-Riz toegevoegd aan de band, en was het een echt zeskoppig monster (wat de betekenis is van de naam Scylla). Sinds kort bestaat de band uit vier leden, omdat Big-Riz en H3tric de band hebben verlaten. Ze blijven op de achtergrond betrokken bij Scylla.
Vanaf 2001 had Scylla een aantal jaar eigen radioshow: Scylla-Radio genaamd op Radio-Enkhuizen.

## Discografie
cd's:
- Van Scylla in Charybdis Vallen (1998)
- Op Volle Touren (2002)
- Rijp & Ongeplukt (2007)
- De Bijlage gratis bonus-cd m.m.v. onder andere Def p, Casto & DJ Donor (2007)

single:
- Big-Riz - Menno & Tim

Een cd die onderdeel is van het tweede boek van Lars Jautze (>Face) 
- Columns, Gezeur, Gezever, Verhalen en ander interessant vaag gelul...Gesaved!